# Haplocladium jacquemontii
Haplocladium jacquemontii är en bladmossart som beskrevs av Brotherus 1907. Haplocladium jacquemontii ingår i släktet Haplocladium och familjen Thuidiaceae. Inga underarter finns listade i Catalogue of Life.